# Laccobius oregonensis
Laccobius oregonensis är en skalbaggsart som beskrevs av Cheary 1971. Laccobius oregonensis ingår i släktet Laccobius och familjen palpbaggar. Inga underarter finns listade i Catalogue of Life.